# Song Jin-woo
Song Jin-woo, född den 16 februari 1966, är en sydkoreansk före detta basebollspelare som tog brons för Sydkorea vid olympiska sommarspelen 2000 i Sydney.